# Какаовац
Какаовац (Theobroma cacao) тропско је дрво из рода Theobroma, које припада породици слезова (Malvaceae). Аутохтона је врста тропских кишних шума Централне и Јужне Америке и једна од најкомерционалнијих тропских биљака. Од његових плодова добија се какао, главни састојак код прављења чоколаде.
Биномијалну номенклатуру врсте одредио је Карл фон Лине 1753. године. Најсличнија врста какаовцу је купуасу (Theobroma grandiflorum) од које се добија купулате чоколада.
Име врсте представља комбинацију имена рода Theobroma (од грчких речи θεός и βρῶμα у значењу „храна богова”) и локалног имена за ову биљку (cacahuatl на наватлу и kakaw на класичном мајанском језику).

## Опис таксона
Какаовац је средње високо тропско дрво које може да нарасте до висине од 12 m, иако су му просечне висине између 4 и 8 m. Као дивља биљка расте у тропским шумама Централне и Јужне Америке.
Листови какаовца се развијају са чворова на гранама и имају спиралан распоред. Лисна плоча је издужено-елипсаста, а сам лист је компактан са равним ивицама и перастом нервном структуром коју у просеку чини око десетак парова лисних нерава. Листови су оштри и зимзелени, дужине између 10 и 40 цм, и ширине од 5 до 20 цм.
Цветови су јако ситни и избијају директно из стабла и из већих грана у виду снопића (та појава се назива каулифлорија). Просечан пречних цвета је свега 1 до 2 центиметра, а цветна чашица је у нијансама ружичасте и беле боје.
Формула цвета какаовца је: {\displaystyle \mathrm {\ast \;Ca_{(5)}\;Co_{5}\;A_{5+5^{St}}\;G_{({\underline {5}})}} } Какаовац је специфичан по томе што се опрашивање цветова врши преко биљних ваши из рода Forcipomyia.
Плод је овалан и крупан (има облик издужене диње) дужине од 15 до 30 цм, ширине 8−10 цм и тежине у просеку око пола килограма. Плод дозрева за брање након 4 месеца, а када је зрео боја егзокарпа варира од жуте до наранџасте. Унутар сваког плода се налази између 20 и 60 крупних семена елипсоидног облика распоређених у неколико редова и окружених беличастом пулпом. Свако семе садржи значајне количине биљних масти (у просеку између 40 и 50%) од којих се добија какао маслац, а главни хемијски састојак је теобромин, органско једињење које је по свом хемијском саставу доста слично кофеину. Осушено и млевено семе назива се какао прах и један су од најважнијих састојака у кондиторској индустрији (код добијања чоколаде). У неким земљама бела пулпа се користи за припремање сокова, желеа, а неретко се њеном ферментацијом добија алкохолно пиће са укусом какаоа.
- Пржено семе какаоа
- Пресек плода
- Цветови какаовца
- Отворен цвет у крупном плану

## Какао кроз историју
Према неким хипотезама какаовац води порекло из влажних тропских подручја данашњег југоисточног Мексика одакле се ширио ка југу до Амазоније. Према другим научним сазнањима процес ширења какаовца текао је у обрнутом смеру. Најновије анализе базиране на ДНК истраживањима као аутохтоно подручје какаовца наводе тромеђу Бразила, Колумбије и Перуа, одакле се захваљујући људима ширио у остала тропска подручја Панамерике. Током последњег леденог доба пре око 21.000 година када је животни простор за ову врсту знатно редукован, на поменутом подручју су се одржали услови за опстанак ове врсте и створио се њен природни рефугијум.
Употреба какаоа у људској исхрани стара је колико и људска цивилизација на подручју Мезоамерике, а доказ томе су бројни археолошки артефакти пронађени на том подручју, а који датирају на период између 1900. и 900. године пре нове ере. Једна од посуда пронађена на археолошком локалитету на обалама залива Веракруз датира из 1750. године пре нове ере и везује се за олмечку цивилизацију, а на њој је представљен начин припреме пића од какаоа. На пацифичкој обали Чијапаса пронађени су бројни археолошки докази који упућују на чињеницу да су и предолмечки народи користили какао у исхрани (период од око 1900. п. н. е., цивилизација Мокаха). Почетна употреба вероватно се односила на кориштење ферментисаних плодова и прављење одређене врсте алкохолног пића.
У древним текстовима пронађени су бројни рецепти са детаљним упутствима за употребу ове биљке у верске, медицинске и кулинарске сврхе. У бројним рецептима какао се често комбинује са кукурузом, паприком, ванилом и медом, а само пиће је било доступно искључиво припадницима елите. Директни докази о употреби какаоа потичу захваљујући анализама органских остатака из керамичких посуда, а у којима су пронађени трагови једињења теобромина и кофеина. А како је какаовац једина врста са тог подручја која садржи оба поменута алкалоида, није било сумње да су пронађене посуде кориштене за припремање и чување плодова и напитака од какаоа. На једној од ваза пронађених на локалитету Рио Азул на североистоку Гватемале дешифрован је хијероглифски запис који се односи управо на ову биљку. Нека истраживања упућују на то да су Астеци какао мешали са листовима дувана и правили цигарете.
Верује се да се напитак од ферментисаног какао у претколумбовском периоду Америке користио углавном током ритуалних церемонија, што значи да је какао био јако цењен и вредан производ. Постоје докази да се користио и као средство плаћања. Тако су Астеци сваке године од околних народа добијали данак од, између осталог, 980 товара семена какаоа (нaвт. xiquipil), а сваки товар је садржавао по тачно 8.000 семена. За 80 до 100 квалитетних семена какаоа могао се купити нов огртач. Занимљиво је да су се у Астечком царству, везано за какао као средство плаћања, појавили и први фалсификатори који су који су зрна какаоа замењивали за сличне плодове.

### Какао у митологији
Древне Маје су веровале да су планински богови који су људима подарили какао (на мајанском језику се изговарао као kakaw) заједно са осталим јестивим плодовима. Према мајанској митологији, након што је богиња мајка Шмукане створила људе од кукуруза, велика перната змија подарила је Мајама какао. У знак захвалности боговима Маје су сваког априла организовали церемоније на којима су приносили жртвене дарове боговима, посебно божанству Ек Чуах које је било заштитник какаоа.
И Астеци су какао сматрали „божијим даром” и веровали су да га је људима лично подарио бог Кецалкоатл, а звали су га какахуатл или „горка вода”. Плодови какаоа редовно су се приносили као жртва боговима, често помешани са људском крвљу, а свештеници су украшавали своје уши какаом. Алкохолно пиће од какаоа у ритуалне сврхе пили су само мушкарци, пошто се веровало да је тај напитак отрован за жене и децу.

### Европљани и какао
Први Европљани који су дошли у контакт са биљком какаовца били су чланови четврте експедиције Кристифора Колумба који су се 1502. искрцали на малено острво Гванаха близу обале данашњег Хондураса, где су приметили „бадеме чудног облика”. До првих стварних сазнања о какау, односно о чоколади, Европљани су дошли 1519. године када је конкистадору Ернану Кортезу током његовог сусрета са Монтезумом II у Теночтитлану послужен напитак који се, у астечком друштву сматрао достојним богова. Кортез је том приликом запазио како су слуге са страхопоштовањем припремале напитак који се пио у огромним количинама. Европљани су по повратку са собом заједно са осталим биљкама понели и семе какаоа. Напитак од какаоа на шпанском двору први пут је представљен 1544. године када је један доминикански свештених приликом сусрета са краљем Филипом II. За кратко време чоколада се раширила по целој западној Европи, а након додавања шећера у чоколадни напитак постаје једним од омиљених освежавајућих пића. Убрзо су почеле да ничу и прве плантаже какаовца. Французи подижу плантаже на Карибима, а Шпанци у својим колонијама у Венецуели и на Филипинима. Шпанска реч какао званично улази у научну номенклатуру након што је шведски природњак Карл Лине 1753. године објавио свој таксономски биномијални систем у ком је какаовац означио именом Theobroma cacao.
Занимљиво је да се традиционално пиће припремљено од какаоа и кукуруза које датира још из претколумбовског периода, и данас пије на подручју Централне Америке где је познато као техате.

## Комерцијална производња
| 20 највећих светских произвођача какаоа (у тонама) | 20 највећих светских произвођача какаоа (у тонама) | 20 највећих светских произвођача какаоа (у тонама) | 20 највећих светских произвођача какаоа (у тонама) |
| №                                                  | Држава                                             | 2010.                                              | 2013.                                              |
| -------------------------------------------------- | -------------------------------------------------- | -------------------------------------------------- | -------------------------------------------------- |
| 01.                                                | Обала Слоноваче                                    | 1.301.347                                          | 1.448.992                                          |
| 02.                                                | Гана                                               | 632.037                                            | 835.446                                            |
| 03.                                                | Индонезија                                         | 844.626                                            | 775.500                                            |
| 04.                                                | Нигерија                                           | 399.200                                            | 367.000                                            |
| 05.                                                | Камерун                                            | 264.077                                            | 275.000                                            |
| 06.                                                | Бразил                                             | 235.389                                            | 256.186                                            |
| 07.                                                | Еквадор                                            | 132.100                                            | 128.446                                            |
| 08.                                                | Мексико                                            | 61.000                                             | 82.000                                             |
| 09.                                                | Перу                                               | 46.613                                             | 71.175                                             |
| 10.                                                | Доминиканска Република                             | 58.334                                             | 68.021                                             |
| 11.                                                | Колумбија                                          | 39.534                                             | 46.739                                             |
| 12.                                                | Папуа Нова Гвинеја                                 | 39.400                                             | 41.200                                             |
| 13.                                                | Венецуела                                          | 20.955                                             | 31.236                                             |
| 14.                                                | Уганда                                             | 15.000                                             | 20.000                                             |
| 15.                                                | Того                                               | 101.500                                            | 15.000                                             |
| 16.                                                | Сијера Леоне                                       | 19.700                                             | 14.850                                             |
| 17.                                                | Гватемала                                          | 10.713                                             | 13.127                                             |
| 18.                                                | Индија                                             | 12.900                                             | 13.000                                             |
| 19.                                                | Хаити                                              | 10.379                                             | 10.000                                             |
| 20.                                                | Мадагаскар                                         | 10.000                                             | 9.000                                              |

| Светска продукција по годинама (у тонама) | Светска продукција по годинама (у тонама) |
| ----------------------------------------- | ----------------------------------------- |
| 1965.                                     | 1.229.000                                 |
| 1970.                                     | 1.543.000                                 |
| 1975.                                     | 1.562.000                                 |
| 1980.                                     | 1.671.000                                 |
| 1985.                                     | 2.014.000                                 |
| 1990.                                     | 2.532.000                                 |
| 1995.                                     | 2.991.000                                 |
| 2000.                                     | 3.372.000                                 |
| 2005.                                     | 3.942.000                                 |
| 2006.                                     | 4.310.000                                 |
| 2007.                                     | 3.883.000                                 |
| 2008.                                     | 4.228.000                                 |
| 2009.                                     | 4.142.000                                 |
| 2010.                                     | 4.231.000                                 |

Какаовац најбоље успева у тропским подручјима са доста влаге и без директног излагања јаком сунцу, у подручјима између 20° северне и јужне географске ширине. Иако су његово аутохтоно станиште тропи Централне и Јужне Америке, након Великих географских открића његов ареал проширио се на тропска подручја и на осталим континентима. Тако се данас готово 70% светске продукције добија на подручју супсахарске Африке, а највећи светски произвођачи на том континенту су Обала Слоноваче (са трећином укупне светске продукције), Гана, Нигерија, Камерун и Того, односно подручја уз обале Гвинејског залива. Ван Африке највећи светски произвођачи су Индонезија, Бразил, Еквадор, Мексико и Перу.
Према неким статистичким подацима, под какаовцем је данас засађено подручје површине око 17.000.000 ари, а укупна светска продукција је са 1,5 милиона тона током 1984. године порасла на око 4,3 милиона тона 2010. године. Какао се данас узгаја углавном на мањим плантажама и већина приноса долази управо са мањих сеоских имања.
Култивисана биљка почиње да рађа након 4 или 5 година, а иако одрасла биљка годишње произведе око 6.000 цветова, просек плодова по биљци је тек око двадесетак. А око 40 зрелих плодова (1.200 семена) је потребно да би се добио један килограм какао маслаца. Свака биљка редовно плодоноси у наредних 30 до 80 година, а максималан род даје након 12. године. У просеку у плоду се налази око педесетак семена, а просечна маса плода је око пола килограма. Берба се одвија два пута годишње, први пут по окончању кишне сезоне, а други пут пре него што почне нова кишна сезона. Квалитетнијим се сматрају плодови који се беру по окончању кишне сезоне. Убрани плодови се уситне мачетама и оставе се да стоје на сунцу наредних десетак дана. У том периоду шећер који се налази у пулпи која омотава семе почиње да ферментира и достиже температуре до 50 °C. Ферментацијом семе губи горчину и добијају своју препознатљиву браон боју. Након сушења семе губи и до 50% своје првобитне масе. Осушени плодови се даље испоручују ка произвођачима, а највећи светски увозници осушеног какаоа су Сједињене Државе, Холандија и Уједињено Краљевство.
Код индустријске производње најцењеније су три сорте какаовца. Најскупља је сорта Criollo коју су користили још древне Маје, а која има најинтензивнију арому и најмању горчину. Од ове врсте какаоа данас се производи тек око 10% светске продукције чоколаде, и углавном су то луксузне варијанте овог производа. Најцењенија врста криоло какаоа долази из Венецуеле, из приобалног дела државе Арагва (око села Чуао), а који од 2010. има заштићено географско порекло под етикетом „како из Чуаа” (шп. Cacao de Chuao). Најраширенија је сорта Forastero која је јако отпорна на болести, па је самим тим и најјевтинија и од ње се производи око 80% чоколадних производа. Преосталих 10% отпада на хибрид сорти Criollo и Forastero познат као Trinitario.